# 94-es busz (Lenti)
A lenti 94-es jelzésű autóbuszvonal az Autóbusz-állomás, Bárszentmihályfa és Lentikápolna (– Kerkabarabás) között húzódik, amelyet a MÁV Személyszállítási Zrt. üzemeltet.

## Útvonala
| Autóbusz-állomás – Bárszentmihályfa – Lentikápolna – (Kerkabarabás –) Autóbusz-állomás | Autóbusz-állomás – Lentikápolna – Bárszentmihályfa – Autóbusz-állomás |
| --- | --- |
| Autóbusz-állomás ➝ Ifjúság útja ➝ Kossuth út ➝ (Akácfa utca ➝ Vörösmarty Mihály utca ➝ Sugár út ➝) Dózsa György út ➝ ➝ Mumor, Bem út ➝ Mumor, Arany János út ➝ 7422 ➝ Bárszentmihályfa, Kölcsey Ferenc út ➝ Bárszentmihályfa, Mihályfai út ➝ Bárszentmihályfa, sportpálya ➝ Bárszentmihályfa, Mihályfai út ➝ 7422 ➝ Lentikápolna, Dankó utca ➝ (Lentikápolna, Kápolnai út ➝ 7426 ➝ Kerkabarabás, Ady Endre utca ➝ Kerkabarabás, Kultúrház utca ➝ Kerkabarabás, Petőfi utca ➝ Kerkabarabás, autóbusz-váróterem ➝ Kerkabarabás, Petőfi utca ➝ Kerkabarabás, Ady Endre utca ➝ 7426 ➝ Lentikápolna, Kápolnai út ➝) Lentikápolna, Petőfi tér ➝ 7426 ➝ 7416 ➝ Sugár út ➝ [Kossuth út // Petőfi út ➝ Bánffy utca] ➝ Ifjúság útja ➝ Autóbusz-állomás | Autóbusz-állomás ➝ Ifjúság útja ➝ Kossuth út ➝ (Akácfa utca ➝ Vörösmarty Mihály utca ➝ Sugár út ➝) Sugár út ➝ 7416 ➝ 7426 ➝ Lentikápolna, Petőfi tér ➝ Lentikápolna, Kápolnai út ➝ Lentikápolna, Nefelejcs út 9. ➝ Lentikápolna, Kápolnai út ➝ Lentikápolna, Dankó utca ➝ 7422 ➝ Bárszentmihályfa, Mihályfai út ➝ Bárszentmihályfa, sportpálya ➝ Bárszentmihályfa, Mihályfai út ➝ Bárszentmihályfa, Kölcsey Ferenc út ➝ 7422 ➝ Mumor, Arany János út ➝ Mumor, Bem út ➝ ➝ Dózsa György út ➝ [Kossuth út // Petőfi út ➝ Bánffy utca] ➝ Ifjúság útja ➝ Autóbusz-állomás |

## Közlekedése
Indításai minden nap történnek, azonban járatai megosztva történnek helyi és regionális jelleggel. A járatok elvétve érintik legtöbbször iskolai reggelek és délutánok folyamán a Vörösmarty Mihály Általános Iskolát és a Bánffy úti óvodát is.
- 94-es jelzéssel:
  - Autóbusz-állomás (– Bánffy úti óvoda) – Bárszentmihályfa viszonylatú járatok
  - egy munkanapi Bárszentmihályfát, Lentikápolnát, Kerkabarabást érintő körjárat
  - egy szabadnapi Lentikápolnát és Bárszentmihályfát érintő körjárat közlekedik önálló autóbuszként.
- 6262, 6287, 6570, 6580, 6585 / 94 jelzéssel: (regionális autóbuszjárat)
  - egy munkanapi Autóbusz-állomás – Vörösmarty utca – Bárszentmihályfa – Lentikápolna járat
  - egy szabadnapi Lentikápolna – Bárszentmihályfa – Autóbusz-állomás járat
  - Autóbusz-állomás (– Bánffy úti óvoda / Vörösmarty utca –) Lentikápolna (Kápolnai út 20. megálló) viszonylatú járatok
  - Autóbusz-állomás – Lentikápolna (újmajor megálló) viszonylatú járatok közlekednek regionális autóbuszként, elfogadva a helyi jegyeket, bérleteket.

### Önálló autóbuszként
| Viszonylat                                                                                          | Indításszám | Közlekedési rend     |
| --------------------------------------------------------------------------------------------------- | ----------- | -------------------- |
| Autóbusz-állomás – Bárszentmihályfa, sportpálya                                                     | 7 pár       | munkanapokon         |
| Autóbusz-állomás – Bárszentmihályfa, sportpálya                                                     | 4 pár       | szabadnapokon        |
| Autóbusz-állomás – Bárszentmihályfa, sportpálya                                                     | 3 pár       | munkaszüneti napokon |
| Autóbusz-állomás ➝ Bárszentmihályfa ➝ Lentikápolna ➝ Kerkabarabás ➝ Lentikápolna ➝ Autóbusz-állomás | 1 oda       | munkanapokon         |
| Autóbusz-állomás ➝ Lentikápolna ➝ Bárszentmihályfa ➝ Autóbusz-állomás                               | 1 oda       | szabadnapokon        |

### Regionális autóbuszként
| Viszonylat                                                                              | Indításszám          | Közlekedési rend          |
| --------------------------------------------------------------------------------------- | -------------------- | ------------------------- |
| Autóbusz-állomás – Vörösmarty utca – Bárszentmihályfa – Lentikápolna, Kápolnai utca 20. | 1 oda                | munkanapokon              |
| Autóbusz-állomás – Lentikápolna, újmajor                                                | 2 oda, 1 vissza      | tanítási napokon          |
| Autóbusz-állomás – Lentikápolna, újmajor                                                | 1 pár                | tanszünetben munkanapokon |
| Autóbusz-állomás – Lentikápolna, újmajor                                                | 1 vissza             | szabadnapokon             |
| Autóbusz-állomás – Lentikápolna, Kápolnai utca 20.                                      | 12/13 oda, 11 vissza | tanítási napokon          |
| Autóbusz-állomás – Lentikápolna, Kápolnai utca 20.                                      | 11 oda, 10 vissza    | tanszünetben munkanapokon |
| Autóbusz-állomás – Lentikápolna, Kápolnai utca 20.                                      | 2 pár                | szabadnapokon             |
| Autóbusz-állomás – Lentikápolna, Kápolnai utca 20.                                      | 2 oda, 3 vissza      | munkaszüneti napokon      |
| Lentikápolna, Kápolnai utca 20. – Bárszentmihályfa – Autóbusz-állomás                   | 1 oda                | szabadnapokon             |

## Megállóhelyei
| 94 (Autóbusz-állomás ◄► Bárszentmihályfa ◄► Lentikápolna ◄► (Kerkabarabás ◄►) Autóbusz-állomás) | 94 (Autóbusz-állomás ◄► Bárszentmihályfa ◄► Lentikápolna ◄► (Kerkabarabás ◄►) Autóbusz-állomás) | 94 (Autóbusz-állomás ◄► Bárszentmihályfa ◄► Lentikápolna ◄► (Kerkabarabás ◄►) Autóbusz-állomás) | 94 (Autóbusz-állomás ◄► Bárszentmihályfa ◄► Lentikápolna ◄► (Kerkabarabás ◄►) Autóbusz-állomás) | 94 (Autóbusz-állomás ◄► Bárszentmihályfa ◄► Lentikápolna ◄► (Kerkabarabás ◄►) Autóbusz-állomás) | 94 (Autóbusz-állomás ◄► Bárszentmihályfa ◄► Lentikápolna ◄► (Kerkabarabás ◄►) Autóbusz-állomás) | 94 (Autóbusz-állomás ◄► Bárszentmihályfa ◄► Lentikápolna ◄► (Kerkabarabás ◄►) Autóbusz-állomás) | 94 (Autóbusz-állomás ◄► Bárszentmihályfa ◄► Lentikápolna ◄► (Kerkabarabás ◄►) Autóbusz-állomás) | 94 (Autóbusz-állomás ◄► Bárszentmihályfa ◄► Lentikápolna ◄► (Kerkabarabás ◄►) Autóbusz-állomás) | 94 (Autóbusz-állomás ◄► Bárszentmihályfa ◄► Lentikápolna ◄► (Kerkabarabás ◄►) Autóbusz-állomás) | 94 (Autóbusz-állomás ◄► Bárszentmihályfa ◄► Lentikápolna ◄► (Kerkabarabás ◄►) Autóbusz-állomás) | 94 (Autóbusz-állomás ◄► Bárszentmihályfa ◄► Lentikápolna ◄► (Kerkabarabás ◄►) Autóbusz-állomás) | 94 (Autóbusz-állomás ◄► Bárszentmihályfa ◄► Lentikápolna ◄► (Kerkabarabás ◄►) Autóbusz-állomás) | 94 (Autóbusz-állomás ◄► Bárszentmihályfa ◄► Lentikápolna ◄► (Kerkabarabás ◄►) Autóbusz-állomás)                                                                                 |
| Sorszám (↓)                                                                                     | Sorszám (↓)                                                                                     | Sorszám (↓)                                                                                     | Sorszám (↓)                                                                                     | Megállóhely                                                                                     | Kilométer (↓)                                                                                   | Kilométer (↓)                                                                                   | Kilométer (↓)                                                                                   | Kilométer (↓)                                                                                   | Perc (↓)                                                                                        | Perc (↓)                                                                                        | Perc (↓)                                                                                        | Perc (↓)                                                                                        | Átszállási kapcsolatok |
| ----------------------------------------------------------------------------------------------- | ----------------------------------------------------------------------------------------------- | ----------------------------------------------------------------------------------------------- | ----------------------------------------------------------------------------------------------- | ----------------------------------------------------------------------------------------------- | ----------------------------------------------------------------------------------------------- | ----------------------------------------------------------------------------------------------- | ----------------------------------------------------------------------------------------------- | ----------------------------------------------------------------------------------------------- | ----------------------------------------------------------------------------------------------- | ----------------------------------------------------------------------------------------------- | ----------------------------------------------------------------------------------------------- | ----------------------------------------------------------------------------------------------- | --- |
| 0                                                                                               | 0                                                                                               | ∫                                                                                               | ∫                                                                                               | Autóbusz-állomás végállomás                                                                     | 0.0 km                                                                                          | 0.0 km                                                                                          | ∫                                                                                               | ∫                                                                                               | 0                                                                                               | 0                                                                                               | ∫                                                                                               | ∫                                                                                               | 1, 2, 3, 35, 90 1184, 1187, 1193, 1625, 1639, 1641, 1643, 1658, 1669 6238, 6242, 6248, 6262, 6287, 6446, 6448, 6454, 6456, 6457, 6553, 6560, 6565, 6570, 6576, 6577, 6580, 6585 |
| Munkanapokon 2 járat által érintett.                                                            |                                                                                                 |                                                                                                 |                                                                                                 |                                                                                                 |                                                                                                 |                                                                                                 |                                                                                                 |                                                                                                 |                                                                                                 |                                                                                                 |                                                                                                 |                                                                                                 | |
| ∫                                                                                               | ∫                                                                                               | ∫                                                                                               | ∫                                                                                               | Vörösmarty utca (↓)                                                                             | ∫                                                                                               | ∫                                                                                               | ∫                                                                                               | ∫                                                                                               | ∫                                                                                               | ∫                                                                                               | ∫                                                                                               | ∫                                                                                               | 2 6262, 6570, 6576 |
| Tanítási napokon 2; tanszünetben munkanapokon 1 járat által érintett.                           |                                                                                                 |                                                                                                 |                                                                                                 |                                                                                                 |                                                                                                 |                                                                                                 |                                                                                                 |                                                                                                 |                                                                                                 |                                                                                                 |                                                                                                 |                                                                                                 | |
| ∫                                                                                               | ∫                                                                                               | ∫                                                                                               | ∫                                                                                               | Bánffy úti óvoda (↑)                                                                            | ∫                                                                                               | ∫                                                                                               | ∫                                                                                               | ∫                                                                                               | ∫                                                                                               | ∫                                                                                               | ∫                                                                                               | ∫                                                                                               | 1, 35, 90 6238, 6248, 6454, 6456, 6553, 6570, 6576 |
| 1                                                                                               | 1                                                                                               | ∫                                                                                               | ∫                                                                                               | Mumor, Törpe Csárda                                                                             | 1.9 km                                                                                          | 1.9 km                                                                                          | ∫                                                                                               | ∫                                                                                               | 3                                                                                               | 3                                                                                               | ∫                                                                                               | ∫                                                                                               | 1, 90 1187, 1193, 1625, 1639, 1658 6238, 6241, 6242, 6248, 6446, 6448, 6457, 6553, 6560, 6570, 6585                                                                             |
| 2                                                                                               | 2                                                                                               | ∫                                                                                               | ∫                                                                                               | Mumor, harangláb                                                                                | 2.5 km                                                                                          | 2.5 km                                                                                          | ∫                                                                                               | ∫                                                                                               | 4                                                                                               | 4                                                                                               | ∫                                                                                               | ∫                                                                                               | 1 6248, 6570, 6585 |
| 3                                                                                               | 3                                                                                               | ∫                                                                                               | ∫                                                                                               | Bárszentmihályfa, Kölcsey út 27.                                                                | 4.7 km                                                                                          | 4.7 km                                                                                          | ∫                                                                                               | ∫                                                                                               | 7                                                                                               | 7                                                                                               | ∫                                                                                               | ∫                                                                                               | 1 6248, 6570, 6585 |
| 4                                                                                               | 4                                                                                               | ∫                                                                                               | ∫                                                                                               | Bárszentmihályfa, Mihályfai út 15.                                                              | 5.7 km                                                                                          | 5.7 km                                                                                          | ∫                                                                                               | ∫                                                                                               | 9                                                                                               | 9                                                                                               | ∫                                                                                               | ∫                                                                                               | 1 6248, 6585 |
| 5                                                                                               | 5                                                                                               | ∫                                                                                               | ∫                                                                                               | Bárszentmihályfa, sportpálya vonalközi végállomás                                               | 6.3 km                                                                                          | 6.3 km                                                                                          | ∫                                                                                               | ∫                                                                                               | 10                                                                                              | 10                                                                                              | ∫                                                                                               | ∫                                                                                               | 1 6248, 6585 |
| ∫                                                                                               | 6                                                                                               | ∫                                                                                               | ∫                                                                                               | Bárszentmihályfa, Mihályfai út 15.                                                              | ∫                                                                                               | 6.9 km                                                                                          | ∫                                                                                               | ∫                                                                                               | ∫                                                                                               | 12                                                                                              | ∫                                                                                               | ∫                                                                                               | 1 6248, 6585 |
| ∫                                                                                               | 7                                                                                               | ∫                                                                                               | ∫                                                                                               | Lentikápolna, Kápolnai út 20. vonalközi végállomás                                              | ∫                                                                                               | 9.9 km                                                                                          | ∫                                                                                               | ∫                                                                                               | ∫                                                                                               | 18                                                                                              | ∫                                                                                               | ∫                                                                                               | 1643, 1669 6262, 6287, 6570, 6580, 6585 |
| Szabadnapokon 1 járat által érintett.                                                           |                                                                                                 |                                                                                                 |                                                                                                 |                                                                                                 |                                                                                                 |                                                                                                 |                                                                                                 |                                                                                                 |                                                                                                 |                                                                                                 |                                                                                                 |                                                                                                 | |
| ∫                                                                                               | ∫                                                                                               | ∫                                                                                               | ∫                                                                                               | Lentikápolna, Nefelejcs utca 9.                                                                 | ∫                                                                                               | ∫                                                                                               | ∫                                                                                               | ∫                                                                                               | ∫                                                                                               | ∫                                                                                               | ∫                                                                                               | ∫                                                                                               | |
| ∫                                                                                               | 8                                                                                               | ∫                                                                                               | ∫                                                                                               | Kerkabarabás, temető                                                                            | ∫                                                                                               | 12.1 km                                                                                         | ∫                                                                                               | ∫                                                                                               | ∫                                                                                               | 20                                                                                              | ∫                                                                                               | ∫                                                                                               | 1643 6262, 6287, 6570, 6580, 6585 |
| ∫                                                                                               | 9                                                                                               | ∫                                                                                               | ∫                                                                                               | Kerkabarabás, autóbusz-váróterem                                                                | ∫                                                                                               | 12.7 km                                                                                         | ∫                                                                                               | ∫                                                                                               | ∫                                                                                               | 23                                                                                              | ∫                                                                                               | ∫                                                                                               | 1643, 1669 6262, 6287, 6570, 6580, 6585 |
| ∫                                                                                               | 10                                                                                              | ∫                                                                                               | ∫                                                                                               | Kerkabarabás, temető                                                                            | ∫                                                                                               | 13.3 km                                                                                         | ∫                                                                                               | ∫                                                                                               | ∫                                                                                               | 25                                                                                              | ∫                                                                                               | ∫                                                                                               | 1643 6262, 6287, 6570, 6580, 6585 |
| ∫                                                                                               | 11                                                                                              | 0                                                                                               | ∫                                                                                               | Lentikápolna, Kápolnai út 20. vonalközi végállomás                                              | ∫                                                                                               | 15.5 km                                                                                         | 0.0 km                                                                                          | ∫                                                                                               | ∫                                                                                               | 28                                                                                              | 0                                                                                               | ∫                                                                                               | 1643, 1669 6262, 6287, 6570, 6580, 6585 |
| ∫                                                                                               | ∫                                                                                               | ∫                                                                                               | 0                                                                                               | Lentikápolna, újmajor vonalközi végállomás                                                      | ∫                                                                                               | ∫                                                                                               | ∫                                                                                               | 0.0 km                                                                                          | ∫                                                                                               | ∫                                                                                               | ∫                                                                                               | 0                                                                                               | 6262, 6570, 6577, 6580 |
| ∫                                                                                               | ∫                                                                                               | ∫                                                                                               | 1                                                                                               | Lentikápolnai elágazás (↑)                                                                      | ∫                                                                                               | ∫                                                                                               | ∫                                                                                               | 1.0 km                                                                                          | ∫                                                                                               | ∫                                                                                               | ∫                                                                                               | 1                                                                                               | 1643 6262, 6287, 6570, 6577, 6580, 6585 |
| ∫                                                                                               | 12                                                                                              | 1                                                                                               | 2                                                                                               | Major                                                                                           | ∫                                                                                               | 18.6 km                                                                                         | 3.1 km                                                                                          | 3.0 km                                                                                          | ∫                                                                                               | 31                                                                                              | 4                                                                                               | 3                                                                                               | 1643 6262, 6287, 6570, 6577, 6580, 6585 |
| ∫                                                                                               | 13                                                                                              | 2                                                                                               | 3                                                                                               | Sugár út 122.                                                                                   | ∫                                                                                               | 19.1 km                                                                                         | 3.6 km                                                                                          | 3.5 km                                                                                          | ∫                                                                                               | 32                                                                                              | 5                                                                                               | 4                                                                                               | 1643 6262, 6287, 6570, 6577, 6580, 6585 |
| ∫                                                                                               | 14                                                                                              | 3                                                                                               | 4                                                                                               | Sugár út 50.                                                                                    | ∫                                                                                               | 19.6 km                                                                                         | 4.1 km                                                                                          | 4.0 km                                                                                          | ∫                                                                                               | 33                                                                                              | 6                                                                                               | 5                                                                                               | 1643 6262, 6287, 6570, 6577, 6580, 6585 |
| Tanítási napokon 2; tanszünetben munkanapokon 1 járat által érintett.                           |                                                                                                 |                                                                                                 |                                                                                                 |                                                                                                 |                                                                                                 |                                                                                                 |                                                                                                 |                                                                                                 |                                                                                                 |                                                                                                 |                                                                                                 |                                                                                                 | |
| ∫                                                                                               | ∫                                                                                               | ∫                                                                                               | ∫                                                                                               | Bánffy úti óvoda (↓)                                                                            | ∫                                                                                               | ∫                                                                                               | ∫                                                                                               | ∫                                                                                               | ∫                                                                                               | ∫                                                                                               | ∫                                                                                               | ∫                                                                                               | 1, 35, 90 6238, 6248, 6454, 6456, 6553, 6570, 6576 |
| Munkanapokon 2 járat által érintett.                                                            |                                                                                                 |                                                                                                 |                                                                                                 |                                                                                                 |                                                                                                 |                                                                                                 |                                                                                                 |                                                                                                 |                                                                                                 |                                                                                                 |                                                                                                 |                                                                                                 | |
| ∫                                                                                               | ∫                                                                                               | ∫                                                                                               | ∫                                                                                               | Vörösmarty utca (↑)                                                                             | ∫                                                                                               | ∫                                                                                               | ∫                                                                                               | ∫                                                                                               | ∫                                                                                               | ∫                                                                                               | ∫                                                                                               | ∫                                                                                               | 2 6262, 6570, 6576 |
| ∫                                                                                               | 15                                                                                              | 4                                                                                               | 5                                                                                               | Autóbusz-állomás végállomás                                                                     | ∫                                                                                               | 20.9 km                                                                                         | 5.4 km                                                                                          | 5.3 km                                                                                          | ∫                                                                                               | 35                                                                                              | 8                                                                                               | 6                                                                                               | 1, 2, 3, 35, 90 1184, 1187, 1193, 1625, 1639, 1641, 1643, 1658, 1669 6238, 6242, 6248, 6262, 6287, 6446, 6448, 6454, 6456, 6457, 6553, 6560, 6565, 6570, 6576, 6577, 6580, 6585 |